# Thomas Grandits
Thomas Manfred Grandits (* 19. Februar 1993 in Güssing) ist ein österreichischer Politiker der Freiheitlichen Partei Österreichs (FPÖ). Seit dem 6. Februar 2025 ist er Abgeordneter zum Burgenländischen Landtag.

## Leben

### Ausbildung und Beruf
Thomas Grandits besuchte das Bundesgymnasium und Bundesrealgymnasium Fürstenfeld, wo er 2011 maturierte. Anschließend begann er an der Paris-Lodron-Universität Salzburg ein Studium der Rechtswissenschaften, welches er 2016 mit einer Diplomarbeit zum Thema Probleme des § 364 ABGB aus der Perspektive des Nachbarrechts als Magister iuris abschloss.
Nach Abschluss seines Studiums war er ein Jahr lang Notariatskandidat, bis er 2018 Büroleiter des Landeshauptmann-Stellvertreters Johann Tschürtz wurde. Nach der Landtagswahl im Burgenland 2020 stieg er zum Klubdirektor des Freiheitlichen Landtagsklubs Burgenland auf.

### Politik
Bei der Landtagswahl 2025 kandidierte er als Spitzenkandidat im Landtagswahlkreis 6, welcher den Bezirk Güssing umfasst. Da er hierüber kein Mandat erringen konnte, wurde er über die Landesliste in den Burgenländischen Landtag gewählt. Am 6. Februar 2025 wurde er in der konstituierenden Sitzung der XXXIII. Gesetzgebungsperiode als Abgeordneter zum  Burgenländischen Landtag angelobt.